# Rymer Rybnik
Rymer Niedobczyce to klub piłkarski z Niedobczyc, dzielnicy Rybnika, grający w sezonie 2024/25 w klasie A, gr. Rybnik II jako Klub Sportowy Rymer Rybnik.

## Historia
Rymer Niedobczyce powstał we wrześniu 1919 roku w dobie powstań śląskich. Za początek klubu uznaje się powołanie do życia Towarzystwa Sportowego "Kościuszko-Rymer" w kasynie kopalni Rymer. W 1921 nazwę zmieniono na Klub Sportowy Rymer. Przed wojną klub nie odnosił znaczących sukcesów piłkarskich w polskich rozgrywkach piłkarskich, a nawet na pewien czas zlikwidowano sekcję piłkarską, która została reaktywowana kilka lat później jako KS Rymer-19 i doczekała się własnego boiska. 
Podczas II wojny światowej, po zmianie przez niemieckie władze okupacyjne nazwy klubu na Werkknappen Gemeinschaft Römergrube, klub mając w składzie takich zawodników jak: Józef Franke, Jan Janik, Leon Matloch i Ryszard Pawletko był jedną z najbardziej liczących się drużyn w śląskiej Gaulidze. Ci sami zawodnicy byli trzonem zespołu podczas wywalczenia historycznego awansu do ekstraklasy w 1947 roku. Jednak w 1948 roku klub reprezentował miasto Rybnik przenosząc tam swoją siedzibę tuż przed rozpoczęciem pierwszego powojennego sezonu I ligi, zmieniając również nazwę na RKS Rymer-19 w Rybniku. Mimo tak spektakularnych zwycięstw jak 7:2 z Wisłą Kraków Rymer już po jednym sezonie w ekstraklasie musiał się z nią pożegnać, zajmując 13. miejsce. W 1949 doszło do fuzji z TS Błyskawica Radlin. Nowy klub początkowo nazywał się KS Górnik Radlin-Niedobczyce, jednak po około 6 miesiącach KS Górnik Radlin i to w tym zespole byli piłkarze Rymeru świętowali awans do ekstraklasy w 1950 roku, a w 1951 wicemistrzostwo Polski.

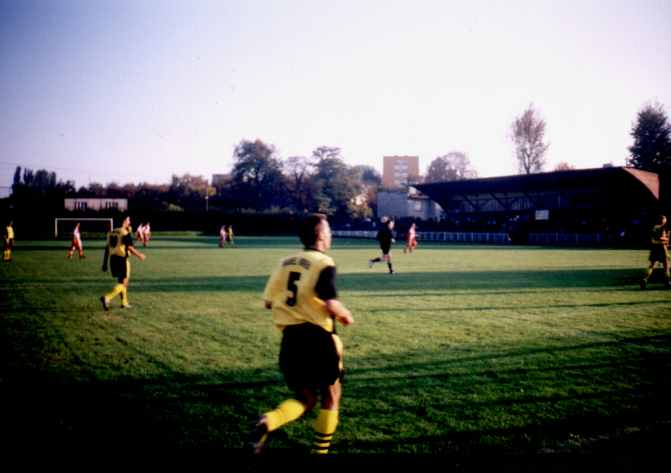
Stadion Rymera

W 1990 roku powrócono do nazwy Klub Sportowy Rymer Niedobczyce, a w 2002 człon Niedobczyce zamieniono na Rybnik i pod taką nazwą obecnie funkcjonuje klub.